# Wiesneria
Wiesneria là chi thực vật có hoa trong họ Alismataceae.